# Spikmatta

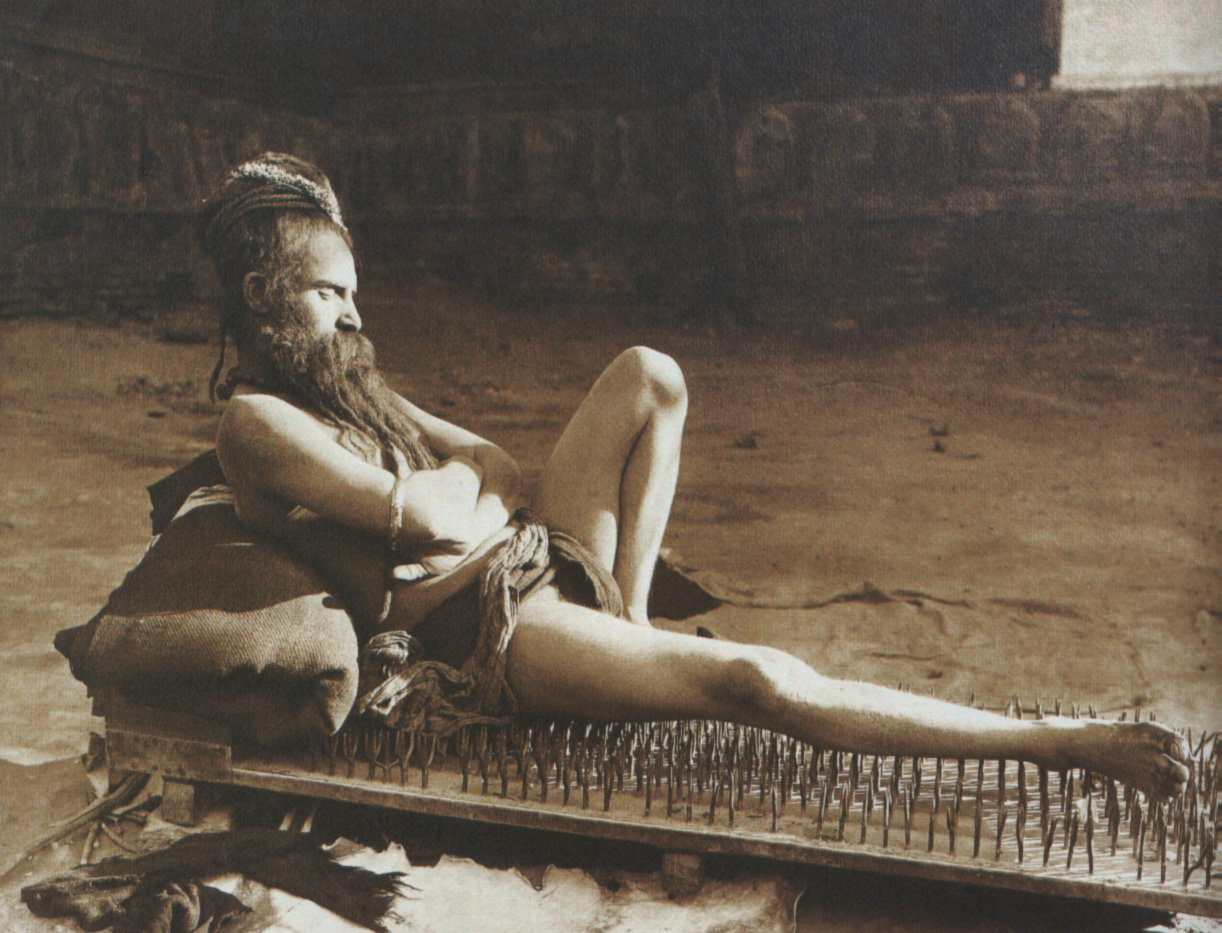
En fakir på en spikmatta.

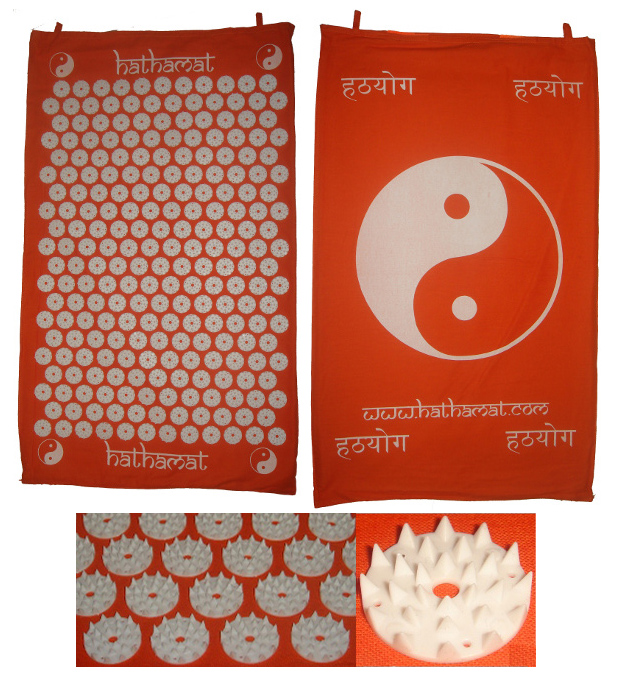
En modern version av spikmattan.

En spikmatta är en matta fylld med små utstående spikar. Spikarna kan vara i metall, men under 2000-talet ofta i plast.
Spikmattor används ibland som akupressur eller för meditation. De är även kända som någonting som fakirer använder inom magi, när de lägger sig på spikarna utan att skadas. Den sistnämnda typen av spikmatta kallades i början av 1900-talet för spikbräde eller spikbräda.
I själva verket är det inget magiskt med det – vikten fördelas relativt jämnt över spikarna och därför gör det inte ont alls. Det beror dock på hur jämnt fördelade spikarna är över mattan och avståndet mellan dem. Spikmattan används inom Veda.
Åren 2008–2009 blev spikmattan populär i Sverige. Den lanserades på marknaden av olika tillverkare med namn såsom Svenska Spikmattan, Ryska Spikmattan, Fakirmattan, Shaktimattan, Yantramattan, Hathamattan och Qi-mattan. Det förekommer även mindre varianter i form av spikkuddar. Gemensamt för dessa är att spikarna är gjorda av plast.
Handelns Utredningsinstitut utsåg spikmattan till årets julklapp 2009.

## Effekt och vetenskap
Spikmattan marknadsförs ofta som att den lindrar smärta, botar sömnproblem och motverkar stress, men det finns bara vissa vetenskapliga belägg. År 2009 kallade Martin Ingvar, professor vid institutionen för klinisk neurovetenskap vid Karolinska Institutet (KI), marknadsföringen för trams. Att spikmattan får kroppen att frisätta ämnen som smärtstillande endorfiner och lugnande oxytocin ifrågasattes inte av Ingvar, däremot den helande effekten. Det finns en studie publicerad i den brittiska medicinska tidskriften The Lancet 1980, men gjord på tre fakirer som använde spikmattor med piggar i metall. Forskaren gav dem naloxon, som blockerar effekten av endorfin, för att se om fakirerna skulle uppleva smärta då, vilket de till hans förvåning inte gjorde.
En forskningsstudie vid Karlstads universitet 2010 sägs vara den första vetenskapliga studien av spikmattans medicinska effekter. Den gav vetenskapligt stöd för viss smärtlindring. Däremot ingen mätbar effekt på vare sig sömn, stress, ångest eller långvarig kronisk smärta.